# 舌体水分含量测量仪
舌体水分含量测量仪或舌津液测定仪是一种医学上用于测量舌体的水分含量的医疗器械。主要用于中医临床舌诊的定量分析。
舌体水分含量测量仪的制造方法主要有：
- 用精密试纸，再用秒表测量试纸完全浸润的时间[1]
- 用激光[2]或红外线[3]，比较入射波与反射波的差别
- 用陶瓷镀金电极板，根据不平衡电桥原理测量与舌体接触后的电阻值[4]
- 用数字式温湿度传感器，根据质传递速率原理测量舌体的湿度[5]